# Chérif Ousmane
Chérif Ousmane, também conhecido como "Papa Guépard" (Danané, 11 de agosto de 1970), é um militar costa-marfinense que se tornou um dos mais importantes "comzones" (comandantes de zona) das Forces Nouvelles, os senhores da guerra que controlaram o norte da Costa do Marfim durante a guerra civil. Esteve à frente da companhia Guépard em Bouaké.

## Biografia
Chérif Ousmane é um antigo sargento das Forças Armadas da Costa do Marfim (Fanci) e antigo membro da Firpac, um corpo de elite formado pelo General Robert Guéï.
Ele é de confissão muçulmana.
Após a crise de 2011, Chérif Ousmane foi nomeado segundo em comando do Grupo de Segurança do Presidente da República (GSPR).
Juntamente com cerca de vinte outros senhores da guerra, foi indiciado pelo sistema judiciário da Costa do Marfim, aparentemente por abusos e crimes de guerra cometidos durante a Batalha de Abidjan em 2011.